# マルティナ・ゲデック
マルティナ・ゲデック（Martina Gedeck, 1961年9月14日 - ）は、ドイツの女優。

## 経歴
卸売業を営む父と母のもと、三人姉妹の長女としてミュンヘンに生まれる。ランツフートおよびベルリンで育つ。1981年にアビトゥアに合格、ベルリン自由大学に入学しドイツ語学および歴史学を専攻するが、1982年にベルリン芸術大学に転じて演技を学ぶ。卒業した1986年から女優として本格的に活動を開始する。テレビドラマや映画に数多く出演。
代表作は、イタリアの名優セルジオ・カステリットと共演した2001年の映画『マーサの幸せレシピ』（ドイツ映画賞最優秀主演女優賞他受賞。キャサリン・ゼタ＝ジョーンズ主演で『幸せのレシピ』としてハリウッドでリメイク）、およびウルリッヒ・ミューエ主演の2007年度アカデミー賞最優秀外国語映画賞受賞作品『善き人のためのソナタ』。この映画のヒットにより、活躍の場を外国にも広げている。

## 主な出演作品
| 公開年 | 邦題 原題                                                    | 役名                         | 備考 |
| ------ | ------------------------------------------------------------ | ---------------------------- | ---- |
| 1997   | 悦楽晩餐会/または誰と寝るかという重要な問題 Rossini          | セラフィナ                   |      |
| 2001   | マーサの幸せレシピ Bella Martha                              | マーサ                       |      |
| 2006   | 素粒子 Elementarteilchen                                     | クリスティアーネ             |      |
| 2006   | 善き人のためのソナタ Das Leben der Anderen                   | クリスタ＝マリア・ジーラント |      |
| 2006   | グッド・シェパード The Good Shepherd                         | ハンナ・シラー               |      |
| 2008   | クララ・シューマン 愛の協奏曲 Geliebte Clara                 | クララ・シューマン           |      |
| 2008   | バーダー・マインホフ/理想の果てに Der Baader Meinhof Komplex | ウルリケ・マインホフ         |      |
| 2010   | 拘禁 囚われし宿命の女 Agnosia                                | Prevert                      |      |
| 2013   | リスボンに誘われて Night Train to Lisbon                     | マリアナ                     |      |
| 2016   | 熟れた快楽 Gleissendes Gluck                                 | ヘレーネ                     |      |

## 参照
1. ↑  Kevin Maher (2008年11月1日). “'Germany's Meryl Streep' Martina Gedeck is the first lady of terror”.  The Times. 2011年8月8日閲覧。